# Alfonso Hernández-Catá
Alfonso Hernández-Catá (Aldeadávila de la Ribera, Salamanca, 24 de junio de 1885-Río de Janeiro, 8 de noviembre de 1940) fue un periodista, escritor, dramaturgo y diplomático hispanocubano. Es uno de los más reconocidos narradores de la Primera Generación Republicana de Cuba.

## Biografía
Era hijo del teniente coronel del ejército español Ildefonso Hernández Lastras (1844-1893) destacado en Santiago de Cuba, y de la cubana Emelinda Catá Jardines (1856-1915), perteneciente a una familia de la zona oriental de la Isla de convicciones anticoloniales (su padre estaba en la cárcel, donde lo visitó el teniente coronel para pedirles la mano de su hija). El matrimonio entre Ildefonso y Emelinda se celebró en Guantánamo, poco después de la ejecución del padre el 24 de mayo de 1874 por conspirar para la rebelión en la Guerra de los Diez Años. Su tío materno, Álvaro Catá Jardines (1866-1908), fue periodista en La Lucha, La Discusión y El Fígaro y se incorporó al ejército mambí; colaboró con Mariano Corona en El Cubano Libre en plena manigua y alcanzó el grado de coronel. Fue además elegido representante a la Cámara por Oriente al iniciarse la república neocolonial.
A los tres meses de haber nacido Alfonso en España volvió a Santiago de Cuba, en cuyo Colegio de don Juan Portuondo e Instituto de Segunda Enseñanza se formó. A los diez años asistió al entierro de José Martí. Su padre falleció en 1893, hecho que lo marcó con un hondo vacío y un insaciable inquietud por participar en revueltas juveniles. Para intentar sofocarlas, su madre lo mandó (1899) al Colegio de Huérfanos de Militares de Toledo, a lo que tenía derecho como hijo de un oficial español; ingresó en 1901, con dieciséis años, pero se fugó a pie con unos compañeros a Madrid, donde comenzó su vida de bohemia modernista en busca del triunfo literario. De su corta experiencia en la milicia, escribió que "sólo saqué un desmesurado amor a la indisciplina". En Madrid, comentó

Tuve que dormir en las plazas y allí adquirí amistad con la majestuosa doña Urraca, cuya severidad preside el cónclave real de la Plaza de Oriente.

Subsistió como aprendiz de carpintero, estudió idiomas y trabajó como traductor. También estudió psicología e historia. Volvió a Cuba en 1905 y se estableció en La Habana, trabajando como lector de tabaquería. Adquirió la nacionalidad cubana en 1907, cuando publicó su primer libro, Cuentos apasionados, que tuvo un gran éxito en los lectores. Se casó entonces con Mercedes Galt, de la que tuvo cinco hijos. Trabajó en el Diario de la Marina y La Discusión, periódicos que llegó a dirigir, y colaboró con Gráfico, El Fígaro y Social. Como escritor tuvo un estilo crítico y especulativo, y mostró un espíritu cosmopolita al que atraían los temas sensuales y decadentes. Para Catá la verdadera causa de la crisis del mundo hispánico estaba en la apatía y en la exclusión, dos caras de la falsa misericordia. En 1909 inició su carrera diplomática como cónsul cubano de segunda clase en El Havre, y después lo fue en Birmingham (1911). En 1913 Hernández Catá fue nombrado cónsul en Santander y estrenó en colaboración con su cuñado Alberto Insúa su primera pieza teatral, el drama romántico en tres actos El amor tardío, pero solo pudo representarse en abril de 1915, en el Teatro de la Princesa de Madrid por parte de Margarita Xirgú. El 23 de enero de 1914 estrenó, en el Teatro Lara de Madrid y en colaboración de nuevo con su cuñado Alberto Insúa su segunda comedia, En familia, cuya acción transcurre en Galicia. Este mismo año fue nombrado cónsul de Cuba en Alicante. En 1915 estrenó su tercera comedia en colaboración con Insúa, Cabecita loca, y publicó la colección de novelas cortas Los frutos ácidos.

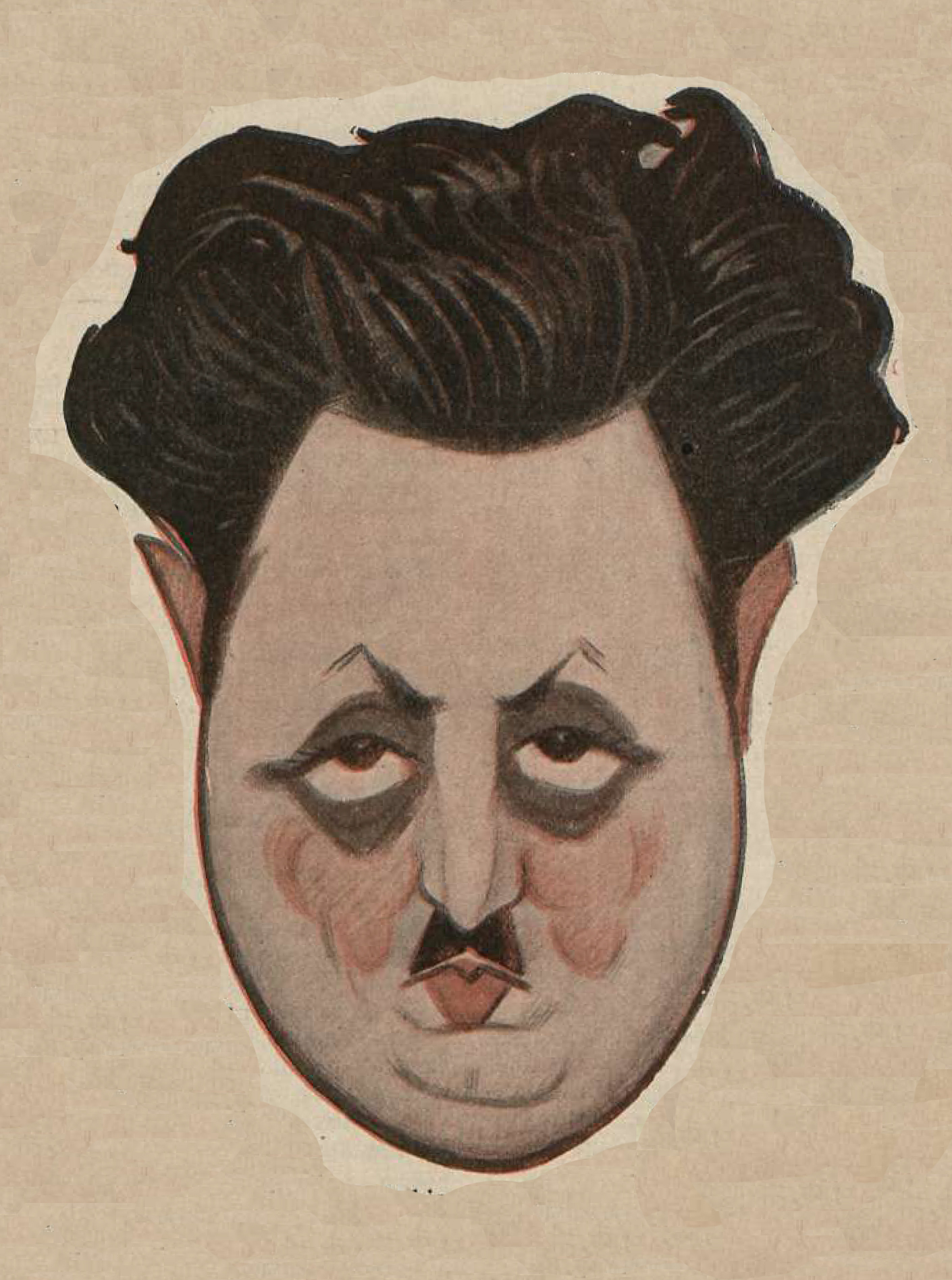
Caricaturizado por Tovar (1922)

En 1918 llegó a Madrid como cónsul de Cuba de primera clase y en 1919 publicó cuentos sobre animales reunidos en Zoología pintoresca y estrenó su quinta comedia dramática en tres actos El bandido, y después la sexta Nunca es tarde, ambas escritas en colaboración con su cuñado Alberto Insúa; también estrenó su primera comedia en tres actos en solitario, La casa deshecha, protagonizada por la actriz Margarita Xirgu. En 1920 publicó los cuentos psicológicos de Los siete pecados. En cuanto a su labor periodística, reunió catorce artículos publicados de julio a octubre de 1921 bajo el título de Crónicas de Hernández Catá con ocasión de la lucha de los marroquíes por su independencia de la colonial España; fueron primitivamente publicados en El Mundo de La Habana, pero sus simpatías por la emancipación de los marroquíes provocó que el Gobierno español solicitase su expulsión de Madrid; fue despedido como cónsul de primera clase de Cuba en 1925 y lo ubicaron transitoriamente como cónsul de nuevo en El Havre. En 1921 también publicó la novela El placer de sufrir, escrita un año antes y estrenó su segunda comedia en solitario, La última flecha. En 1921 publicó su novela El drama de la señorita Occidente, en la que describió el contraste de personajes y ambiente al ubicarse en Filipinas una familia catalana y sobre todo los prejuicios raciales. Este mismo año publicó también sus novelas Estrellas errantes, La patria azul, El nieto de Hamlet y La voluntad de Dios.

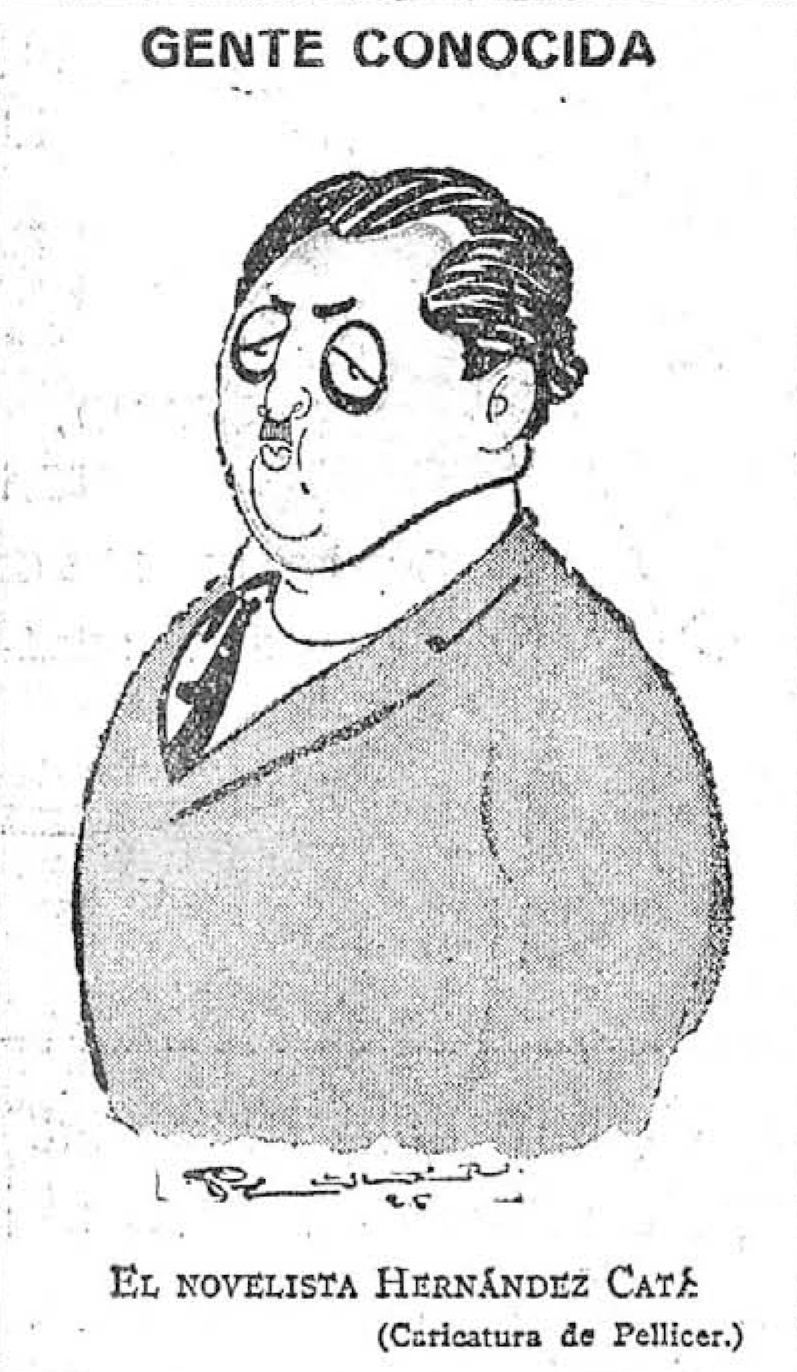
Caricaturizado por Pellicer para el periódico madrileño El Imparcial (1925)

En 1927 publicó la colección de cuentos Piedras preciosas y en 1928 la novela El ángel de Sodoma, prologada por Gregorio Marañón y con epílogo de Jiménez de Asúa, en la que se atrevió a abordar el tema de la homosexualidad masculina. El 28 de septiembre de este mismo año estrenó en el Teatro de la Zarzuela de Madrid la zarzuela en tres actos y en prosa Martierra con libreto suyo y música del maestro Jacinto Guerrero. En 1929 publicó su ensayo Mitología de Martí y estrenó su última obra teatral, la comedia en tres actos La noche clara. En abril de 1930 apoyo a la Asociación de Estudiantes de Derecho contra la dictadura de Gerardo Machado. En 1931 publicó su único libro de poesía, Escala. En 1931 publicó su libro de cuentos Manicomio con peculiares ilustraciones del gallego Arturo Souto Feijoo, que parecen brotadas de una mente esquizofrénica.
Fue encargado de negocios en la Legación de Cuba en Lisboa hasta 1933. Siendo ya Delegado en España de la Sección de Información y Propaganda de la Secretaría del Estado, pidió su liberación del cargo en enero de 1933 por estar en desacuerdo con la política represiva del dictador Gerardo Machado. Tras ser derrocado este en octubre del mismo año, lo nombraron Embajador de Cuba en Madrid, pero renunció pocos meses después de aceptar la responsabilidad en enero de 1934. En 1935 fue nombrado embajador en Panamá y Alejandro Casona estrenó en Valencia la comedia El misterio de María Celeste escrita en colaboración con Hernández Catá y basada en su cuento "María Celeste" que apareció en la antología "Cuentos del mar" de Gustavo Eguren.
En 1937 obtuvo la representación de Cuba en Chile, con rango de Ministro; en Santiago de Chile se integró a la tertulia literaria que se reunía en la librería "Nascimiento", y allí amistó con escritores tan afamados como Joaquín Edwards Bello, Mariano Latorre, Domingo Melfi, Eduardo Barrios y José Santos González Vera. También llegó a entablar amistad con otros escritores de fuera José Eustaquio Ribera, Ricardo Güiraldes y Rómulo Gallegos.En 1938 fue nombrado Embajador de Cuba en Brasil. Pereció en un accidente de aviación el 8 de noviembre de 1940, en el aeropuerto Santos Dumont de Río de Janeiro, en un avión que se dirigía hacia Sao Paulo. El escritor Stefan Zweig, amigo suyo y entonces exiliado en Brasil, escribió sobre él:

Necesidad vital era en él dar a todo ser humano, aun al más extraño, algún signo de su buena voluntad, una palabra amable, un gesto cordial. Para sentirse dichoso había de sentir dichosos a cuantos le rodeaban. No podía vivir si no era en medio de la gran cordialidad humana, y dondequiera que se hallase, creaba en rededor suyo una atmósfera limpia y bienhechora.

Destacó en el género del relato realista con elementos naturalistas, por ejemplo "Cámara oscura" o "Los monstruos", aunque no renuncia al enjoyado y sinestésico estilo del modernismo; sus personajes suelen ser personas de una psicología patológica o anormal. Entre sus libros destacan Pelayo González (1909); Los frutos ácidos (1915), compuesto por las novelas cortas  “Los muertos”, “El laberinto” y “La piel”, en torno a la pérdida de valores de la sociedad moderna; El bebedor de lágrimas (1926) y La voluntad de Dios (1930). Según el Diccionario de la literatura cubana, ha sido traducido al francés, al inglés, al alemán, al ruso, al holandés, al portugués, al italiano y al lituano. Luego de su muerte, en 1940 se instauró el Premio Hernández Catá. En su carácter internacional fue considerado uno de los más importantes de la época.

## Obras

### Relatos
- Cuentos, La Habana: Instituto de Literatura y Lingüística, 1966
- Cuentos pasionales (1907)
- La distancia (El Cuento Semanal, 1910; con ilustraciones de Castelao)
- Los siete pecados (1918)
- Los frutos ácidos (1919)
- Zoología pintoresca (1919)
- La casa de las fieras (1919)
- Libro de amor (1924)
- Piedras preciosas (1927)
- Manicomio (1931).
- Cuatro libras de felicidad (1933).
- Un cementerio en las Antillas (1933), denuncia de la dictadura de Gerardo Machado.

### Novelas
- Pelayo González. Algunas de sus ideas. Algunos de sus hechos. Su muerte (1909)
- Novela erótica (1909)
- La juventud de Aurelio Zaldívar (1912)
- El placer de sufrir (1921)
- Estrellas errantes (1921)
- La patria azul (1921)
- El nieto de Hamlet (1921)
- Una mala mujer (1922)
- La muerte nueva (1922)
- El corazón (1923)
- El bebedor de lágrimas (1927).
- El ángel de Sodoma (1928)
- La voluntad de Dios (1930)

### Lírica
- Escala (1931).

### Teatro
- La mujer desnuda
- El drama de la señorita Occidente
- La casa deshecha
- La última flecha' (1921).
- Martierra, zarzuela con música de Jacinto Guerrero (1928)
- La noche clara (1929)
- Con Alberto Insúa: Cabecita loca
- Con Alberto Insúa: El amor tardío (1913)
- Con Alberto Insúa: En familia (1914)
- Con Alberto Insúa: La culpa ajena
- Con Alberto Insúa: Nunca es tarde
- Con Alberto Insúa: El bandido
- Con Eduardo Marquina, Don Luis Mejía.
- Con Alejandro Casona, El misterio de María Celeste

### Ensayo
- Mitología de Martí (1929)
- Crónicas de Hernández Catá (1921)

### Epistolario
Mantuvo un caudaloso epistolario con Mariano Aramburu, Jesús Castellanos, José Antonio Ramos, Max Henríquez Ureña y José María Chacón y Calvo.

### Antologías posteriores
- El alma de los muertos. Cuentos, bestiario, haikus, semblanzas, Fundación Banco Santander, 2021.
- La hermana cruel, Libros de la ballena 2022.